# 505
505(오백오)는 504보다 크고 506보다 작은 자연수다.

## 수학
- 합성수로, 그 약수는 1, 5, 101, 505다. 진약수의 합은 107이므로, 505는 부족수다.
  - 156번째 반소수다. 앞의 반소수는 502, 다음 반소수는 511이다.
- 회문수다.
- 10번째 십삼각수다. 앞의 십삼각수는 405, 다음은 616이다.
- 피타고라스 삼조의 빗변의 길이이다.
  - {\displaystyle 217^{2}+456^{2}=505^{2}}[a]
  - {\displaystyle 336^{2}+377^{2}=505^{2}}[b]
- {\displaystyle 505=8^{2}+21^{2}=12^{2}+19^{2}}
  - 서로 다른 두 자연수의 제곱합으로 나타내는 방법이 두 가지인 수다.
  - 연속하는 두 팔각수(8, 21)의 제곱합으로 나타낼 수 있으며, 이 성질을 지닌 앞의 수는 65, 다음 수는 2041이다.
- {\displaystyle 505=2^{2}+3^{2}+4^{2}+5^{2}+6^{2}+7^{2}+8^{2}+9^{2}+10^{2}+11^{2}}
  - 연속하는 자연수 10개의 제곱합으로 나타낼 수 있으며, 이 성질을 지닌 앞의 수는 385, 다음 수는 645다.
- {\displaystyle 91^{4}-1}은 505로 나누어떨어진다.

## 과학
- NGC 505(영어판): 물고기자리 방향에 있는 렌즈형은하.

## 교통
- 국도 제505호선
  - 일본 505번 국도: 오키나와현 구니가미군 모토부정에서 오키나와현 나고시까지 이어지는 일본의 국도.
- 기타 도로
  - 505번 지방도: 충청북도 영동군 용화면 용화리에서 보은군 속리산면 중판리까지 이어지는 대한민국의 지방도.
  - 현도 제505호선

## 군사
- U-505(영어판, 독일어판): 제2차 세계 대전에 사용된 나치 독일의 군용 잠수함.

## 문화유산
- 대한민국의 보물 제505호: 담양 객사리 석당간
- 대한민국의 사적 제505호: 구례 화엄사

## 방송
- 스카이라이프의 가이드 채널 번호.
- KT HCN의 SPOTV2 채널 번호.

## 기타
- 날짜: 5월 5일
- 연도: 505년, 기원전 505년